# 155. honvedska pehotna divizija (Avstro-Ogrska)
155. honvedska pehotna divizija (izvirno nemško 155. Hónved-Infanterie-Division) je bila pehotna divizija avstro-ogrskega Honveda, ki je bila aktivna med prvo svetovno vojno.

## Poveljstvo
Poveljniki (Kommandanten)
- Felix Unschuld von Melasfeld: oktober 1917 - november 1918